# Ema Volavšek
Ema Volavšek, slovenska nordijska kombinatorka, * 15. december 2002. 
Je članica kluba SSK Ilirija in slovenske ženske reprezentance v nordijski kombinaciji, v mladinski konkurenci je tekmovala tudi v smučarskih skokih. V svetovnem pokalu je debitirala 18. decembra 2020 na tekmi v Ramsauu, kjer je s 16. mestom tudi prvič osvojila točke svetovnega pokala. 3. decembra 2021 se je na tekmi v Lillehammerju s sedmim prvič uvrstila v deseterico, 17. decembra pa se je v Ramsauu z drugim mestom prvič uvrstila na stopničke, kar ji je uspelo kot prvi slovenski nordijski kombinatorki.